# Чемпионат мира по футболу 2022 (отборочный турнир, АФК, четвёртый раунд)
Стыковой матч в зоне АФК определил участника межконтинентальных стыковых матчей от Азии. Матч был сыгран 7 июня 2022 года между командами, которые заняли третьи места в группах третьего отборочного раунда.
Изначально планировались двухматчевое противостояние и другие сроки проведения, но из-за пандемии COVID-19 сроки были сдвинуты, а матч прошел летом 2022 года.
Победитель этого матча, Австралия, сыграет с Перу, которая заняла пятое место в южноамериканском отборе.

## Матч
| Команда 1 | Счёт | Команда 2 |
| --------- | ---- | --------- |
| ОАЭ       | 1:2  | Австралия |

| 7 июня 2022; 21:00 МСК | \| ОАЭ \| 1:2 Отчёт \| Австралия \| \| Кайо 57′ \| Голы \| Ирвин 53′ · Хрустич 84′ \| | «Ахмед бин Али», Эр-Райян, ( Катар) Судья: Ильгиз Танташев |
| ОАЭ                    | 1:2 Отчёт                                                                             | Австралия                                                  |
| Кайо 57′               | Голы                                                                                  | Ирвин 53′ · Хрустич 84′                                    |